# Roberto Rosetti

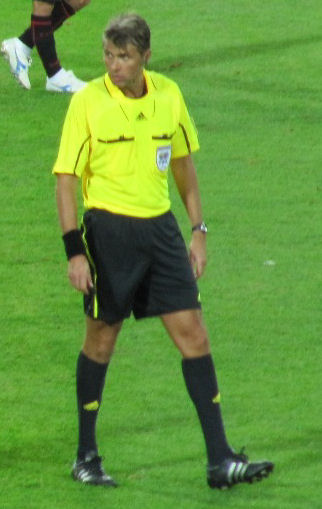
Roberto Rosetti in 2009

Roberto Rosetti (Pecetto Torinese, 18 september 1967) is een oud-Italiaanse voetbalscheidsrechter die actief was op mondiaal niveau. Rosetti was een van de scheidsrechters tijdens het WK in 2006 in Duitsland. Aanvankelijk was hij niet opgeroepen, maar nadat vier collega's om verschillende redenen afvielen werd hij alsnog aangesteld. 
Rosetti was ook actief op het EK van 2008 in Zwitserland en Oostenrijk. Hij was op 7 juni de arbiter van de openingswedstrijd Zwitserland tegen Tsjechië in Bazel. Hij mocht later ook de finale in Wenen fluiten tussen Spanje en Duitsland, die met 1-0 door Spanje werd gewonnen. Hij werd tijdens dit toernooi geassisteerd door Alessandro Griselli en Paolo Calcagno. In 2010 was hij een van de scheidsrechters op het Wereldkampioenschap voetbal 2010 in Zuid-Afrika. Na een cruciale fout in de wedstrijd in de achtste finale tussen Argentinië en Mexico (3-1) werd hij door de FIFA naar huis gestuurd. Op 8 juli 2010 maakte Rosetti bekend per direct te stoppen met het fluiten van wedstrijden. Hij krijgt een functie binnen de Italiaanse voetbalbond.
Rosetti floot sinds 2002 op internationaal niveau in dienst van de FIFA en de UEFA. Hij floot onder andere wedstrijden in de Intertoto Cup, UEFA Cup, de Champions League, de Confederations Cup en kwalificatieduels voor het EK en WK. 
Vanaf 1 augustus 2018 werd hij de scheidsrechtersbaas bij de Europese voetbalbond UEFA, hij nam die functie over van Pierluigi Collina.
Rosetti heeft de UEFA-managmentopleiding Executive Master for International Players (MIP) gedaan.

## Statistieken
| evenement                           | Duels | Kreeg geel | Kreeg voor de tweede keer geel en dus rood | Weggestuurd |
| ----------------------------------- | ----- | ---------- | ------------------------------------------ | ----------- |
| UEFA Champions League               | 23    | 79         | 1                                          | 5           |
| UEFA Europa League                  | 9     | 33         | 1                                          | 2           |
| UEFA Intertoto Cup                  | 1     | 3          | 0                                          | 0           |
| UEFA EK kwalificatie 2004           | 1     | 6          | 0                                          | 0           |
| FIFA WK kwalificatie 2006           | 4     | 16         | 0                                          | 0           |
| Confederations Cup 2005             | 3     | 12         | 1                                          | 1           |
| Wereldkampioenschap voetbal 2006    | 4     | 15         | 0                                          | 1           |
| UEFA EK kwalificatie 2008           | 4     | 13         | 0                                          | 0           |
| Europees kampioenschap voetbal 2008 | 4     | 15         | 0                                          | 0           |
| FIFA WK kwalificatie 2010           | 4     | 15         | 1                                          | 2           |
| WK voor clubs 2009                  | 1     | 5          | 2                                          | 1           |
| Wereldkampioenschap voetbal 2010    | 2     | 5          | 0                                          | 1           |
| Vriendschappelijk                   | 4     | 8          | 0                                          | 0           |
| Totaal                              | 62    | 255        | 6                                          | 13          |

* (bron: www.weltfussball.de)